# Асеев, Игорь Петрович
И́горь Петро́вич Асе́ев (1923, станица Нижне-Чирская — 26 октября 1944, г. дв. Шаарен, Восточная Пруссия, нацистская Германия) — командир дивизиона 781-го артиллерийского полка 215-й стрелковой дивизии (5-я армия, 3-й Белорусский фронт), капитан, Герой Советского Союза.

## Биография
Родился в 1923 году в станице Нижний Чир (ныне посёлок городского типа в Суровикинском районе Волгоградской области) в семье крестьянина. Русский.
После окончания в 1940 году 10 классов школы, поступил в Саратовский политехнический институт (ныне Саратовский государственный технический университет).

### Великая Отечественная война
В Рабоче-Крестьянской Красной Армии с октября 1941 года. Асеева послали обучаться в Пензенское артиллерийское училище. После окончания училища, в декабре 1941 года, направлен в действующую армию. В должности командира дивизиона 781-го артиллерийского полка 215-й стрелковой дивизии (5-я армия, 3-й Белорусский фронт), капитан Асеев отличился при освобождении Литвы (операция «Багратион»). Так, 21 августа 1944 года при отражении контратаки двух пехотных батальонов противника, поддержанных 15 танками, западнее города Каунас его дивизион подбил 2 танка и рассеял пехоту противника. Затем выдвинул две свои батареи на прямую наводку и их огнём уничтожил 3 танка. В решающий момент боя заменил раненного пулемётчика и лично уничтожил до взвода противника. В результате решительных действий капитана Асеева контратака была отражена, а оборонительный рубеж удержан.
Вскоре, 26 октября 1944 года, Игорь Петрович Асеев погиб в бою за господский двор Шаарен в Восточной Пруссии (ныне урочище Щедрино на территории Краснознаменского района Калининградской области). Похоронен в Кудиркос-Науместис Шакяйского района Литвы.
Указом Президиума Верховного Совета СССР от 24 марта 1945 года Асееву Игорю Петровичу посмертно присвоено звание Героя Советского Союза.

## Политическая деятельность
- Член ВКП(б) с 1942 года.

## Память
Именем Героя названы улицы:
- в посёлке городского типа Нижний Чир
- в городе Суровикино

Именем Героя названо судно:
- т/х «Герой Игорь Асеев», тип — БТО, проект № 81200, Судовладелец — ООО «Судоходная Компания МОРВЕННА».

## Награды
- Медаль «Золотая Звезда» Героя Советского Союза № ???? (24 марта 1945 года) (посмертно)
- Ордена Ленина
- Орден Отечественной войны II степени
- Орден Красной Звезды